# Феодосийское водохранилище
Феодоси́йское водохрани́лище (укр. Феодосійське водосховище, крымскотат. Kefe yapma gölü, Кефе япма голю) — искусственный пресный водоём на Северо-Крымском канале.
Расположено к юго-западу от села Владиславовка Кировского района Крыма. В 1971 году завершена реконструкция в целях водоснабжения города Феодосия водами реки Днепр.

## История
До реконструкции Феодосийское водохранилище заполнялось водами маловодной балки Ближняя (Песчаная) и его объём составлял 1,13 млн м³.
Проект расширения водохранилища был подготовлен институтом «Укргипроводхоз» в 1961 году в рамках проектного задания первой очереди Северо-Крымского канала (орошение 145 тыс. га).
Строительные работы велись с 1966 по 1971 год ПМК-11 треста «Крымводстрой». Реконструкция увеличила объём водохранилища до 15,37 млн м³. Грунты основания и тела плотины составляют майкопские глины.
По отношению к Северо-Крымскому каналу водохранилище расположено на возвышенности и вода из подводящего канала подаётся насосной станцией НС-16. Из водохранилища на станцию очистки вода подаётся самотёком.
За 40 лет эксплуатации произошло значительное заиливание южной части водохранилища в районе водозаборной башни, был полностью заилен подводящий канал. С февраля по апрель — в период сильных ветров и низкого уровня воды мутность на водоочистных сооружених достигала 150 мг/л.
В 2012 году объём закачки составил 22,8 млн м³, водохранилище было полностью заполнено — до объёма 15,37 млн м³.
12 января 2015 года впервые за весь срок эксплуатации с 1971 года был произведён запуск насосно-силового оборудования в зимних условиях.
Это решение было принято в связи с недостаточным объёмом воды в Феодосийском водохранилище. В день запуска полезный объём составлял 651 тыс. м³ — этого запаса хватило бы на 10 дней.
Подача воды осуществлялась за счёт сброса из Тайганского водохранилища и собственного стока реки Биюк-Карасу в Северо-Крымский канал. По системе Северо-Крымского канала насосной станцией № 2 вода подавалась в Кировский район до перегораживающего сооружения № 8.
Подготовка на НС-16 была начата с декабря: были установлены калориферы для просушки обмоток электродвигателей и обогрева машинного зала. 
При запуске сложились форс-мажорные обстоятельства, которые предвидеть не удалось. В 19:10 был включён агрегат № 2 производительностью 1,47 м³/сек. Приток воды в водохранилище на 8:00 13 января составил 68 тыс. м³.
По данным КРП «Вода Крыма» на 1 апреля 2014 года объём воды составлял 8,46 млн м³.
Изначально источниками заполнения являлись зарегулированный водоток реки Днепр посредством Северо-Крымского канала и балка Ботогеч.
В январе 2015 года приступили к закачке воды из Тайганского водохранилища с объёмами в 100 тыс. м³ в сутки. В апреле скорость наполнения была доведена до 800 тыс. м³ в сутки.
В мае объём воды достиг 12,3 млн м³ после чего закачка была приостановлена. В начале июня скорость пополнения составляла 36 тыс. м³, при отборе воды от 43 до 45 тыс. м³ в сутки.
К августу с начала 2015 года было подано 15 млн м³.
23 октября 2015 года объём воды составлял 9,5 млн м³, что на 1,2 млн м³ превышало значение на эту же дату прошлого года.
30 января 2017 года наполнение составляло 7,3 млн м³.
В декабре засушливого 2018 года объём наполнения составлял 6 млн м³.
В январе 2019 года велось строительство нового водозаборного устройства, которое позволит «отбирать из него до 5 млн м³ воды».
К ноябрю 2021 года наполнение сократилось до 3 млн 46 тыс. м³.

## Описание
Водохранилище наливное. Расположено в 4 км юго-западнее села Владиславовка Кировского района.
Полный объём водохранилища составляет — 15,37 млн м³, мёртвый — 4,0 млн м³, полезный — 11,37 млн м³, максимальная глубина — 18 м, средняя — 6,4 м. УМО — 65,0 м. Площадь поверхности — 2,42 км². Высота над уровнем моря — 72,0 м.
Основной источник пополнения — Северо-Крымский канал. Осадки практически не влияют на приток в водохранилище, но позволяют значительно сократить забор воды расходуемой на полив.
Согласно конкурсной документации «объём испарения составляет порядка 19 % от полезного объёма 11,37 млн м³».
По данным паспорта Феодосийского водохранилища, фильтрация из водохранилища составляет 18 % от среднего объёма воды в водохранилище.
Мелководная зона водохранилища зарастает камышовой растительностью.
За 40 лет эксплуатации произошло заиливание дна, при обследовании водолазным способом была определена мощность иловых отложений 0,7 — 3,0 м с уменьшением мощности в сторону берега. В гранулометрическом составе донных отложений преобладают фракции 0,05 — 0,01 мм (до 40 %) и менее 0,005 мм (до 35 %).

## Гидроузел
Состав гидроузла:
- глухая земляная плотина длиной по гребню 2140 м и наибольшей высотой — 18 м;
- водоприёмное сооружение из подводящего канала длиной 918 м, насосной станции НС-16, двухниточного стального водовода диаметром 1020 мм длиной 820 м, водосливного лотка;
  - НС-16 состоит из четырёх агрегатов общей производительностью 4,87 м³/с и установленной мощностью 4 МВт. В 2004 году фирмой «Гидрострой-6» проведён капитальный ремонт, что позволило бесперебойно подавать воду в водохранилище в поливной период;[15]
- водозаборное сооружение шахтное из монолитного железобетона ковшового типа с двумя водоприёмными окнами на отметке мёртвого объёма, оборудованными металлическими щитами, стационарными подъёмниками. Пропускная способность 1,3 м³/с;
- водоотводящий самоточный тоннель из монолитного железобетона диаметром 2300 мм и длиной 1,2 км.

В 2019—2020 годах проводилась реконструкция водозабора, который расположен на мелководье со стороны Феодосии, но в противоположной стороне от плотины. Вместо заиленного канала к существующей водозаборной башне будет построен подводный водовод из стеклопластика протяжённостью 880 м с рыбозащитным оголовком зонтичного типа. Рыбозащитный оголовок будет защищён от заиливания габионными конструкциями. Пропускная способность водозабора будет увеличена до 1,6 м³/с.

## Водоснабжение
От тоннеля берёт начало самотёчный двухниточный стальной водопровод диаметром 700 мм и длиной 11,7 км, подающий воду на станцию очистки города Феодосия. До расширения водохранилища и строительства Северо-Крымского канала вода в Феодосию подавалась из Субашских источников.
Далее от водоочистных сооружений Феодосии вода по горному водопроводу и каскаду насосных станций поступает в Судак. Общая протяжённость Судакского водовода составляет 52,3 км, диаметр — 1200 мм. Пропускная способность — 85 тыс. м³ в сутки. Водопровод был построен в 1988 году в подземном варианте, что увеличивает коррозийную нагрузку и приводит к большим потерям воды. Строительство нового магистрального водопровода ведётся в наземном варианте. В октябре 2015 года фактический забор воды составлял 26 тыс. м³ в сутки.
Белогорское водохранилище, которое с 2014 года используется для наполнения Северо-Крымского канала, расположено всего в 30 км от Судака, но в итоге вода преодолевает более 200 км. Для решения проблемы водоснабжения Судака рассматривался проект строительства Солнечногорского водохранилища, но от него отказались.
В 2021 году, во время многолетней засухи, вернулись к проекту Солнечногорского водохранилища, но уже в целях водоснабжения Алушты. В это время в Алуште сохранялся наиболее жёсткий график подачи воды.
Для водоснабжения Алушты используются два водохранилища — Изобильненское на реке Улу-Узень на 13,2 млн м³ и Кутузовское на 1,1 млн м³ на реке Демерджи. Планируемый объём Солнечногорского — 8 млн м³, расположение — в районе самого полноводного водопада Крыма Джур-Джур. В Хапхальском ущелье, где расположен Джур-Джур уже есть действующий водозабор.